# Дугал (король Островов)
Дугал (гэльск. Dugald) — сын Сомерледа, король Аргайла и Островов (1164—1200-е) (последний титул совместно с братьями Ранальдом и Ангусом).
Дугал был, вероятно, старшим сыном Сомерледа и его жены Рагнхильды, дочери короля Мэна Олафа I. В 1155 году часть баронов Мэна выступили против правившего тогда короля Годреда II и пригласили себе на царство Дугала, внука Олафа I. Это позволило Сомерледу, отцу Дугала, подчинить себе Мэн и Гебриды и основать новое государство — королевство Островов. После смерти Сомерледа в 1164 году королевство было разделено между тремя его сыновьями. Дугалу, как старшему, досталась центральная часть государства (видимо, наследственные владения его отца): Аргайл, Лорн и острова Лисмор, Малл, Колл и Тайри. Дугал, скорее всего, именовался титулом короля Аргайла (старо-ирл. rí Airer Goidel).
О правлении Дугала практически ничего не известно, кроме того, что в 1175 году он посетил Дарем в северной Англии, где поклонился мощам Святого Кутберта и сделал пожертвования в пользу Даремского монастыря. Скончался Дугал, вероятно, в начале XIII века. Он имел нескольких сыновей: Олафа, Ранальда, Дункана и Дугала Скрича. Последние два наследовали отцу в Аргайле. Вероятно, ещё одним сыном Дугала был Успак, предводитель норвежской экспедиции на Острова в 1230 году.
Король Дугал является основателем клана Макдугалл, доминировавшего на западном побережье Шотландии до середины XIV века. В настоящее время представители клана проживают в Великобритании, Ирландии, США и других странах.